# Ginástica artística nos Jogos Olímpicos de Verão de 2016 - Solo masculino
A final do solo masculino da ginástica artística nos Jogos Olímpicos de Verão de 2016 foi realizada na Arena Olímpica do Rio, no dia 14 de agosto.

## Medalhistas
| Ouro   | GBR Max Whitlock   |
| Prata  | BRA Diego Hypólito |
| Bronze | BRA Arthur Mariano |

## Qualificatória
| Pos. | Ginasta               | Pontos | Nota |
| ---- | --------------------- | ------ | ---- |
| 1    | USA Sam Mikulak       | 15.800 | Q    |
| 2    | USA Jacob Dalton      | 15.600 | Q    |
| 3    | JPN Kohei Uchimura    | 15.533 | Q    |
| 4    | BRA Diego Hypólito    | 15.500 | Q    |
| 4    | GBR Max Whitlock      | 15.500 | Q    |
| 6    | JPN Kenzō Shirai      | 15.333 | Q    |
| 7    | GBR Kristian Thomas   | 15.433 | Q    |
| 8    | JPN Yusuke Tanaka     | 15.233 |      |
| 9    | BRA Arthur Mariano    | 15.200 | Q    |
| 10   | CUB Manrique Larduet  | 15.200 | R    |
| 11   | ESP Rayderley Zapata  | 15.083 | R    |
| 12   | SUI Benjamin Gischard | 15.066 | R    |

- Q – Qualificado para a final
- R – Reserva

## Final
| Pos.              | Ginasta             | Nota D | Nota E | Pen. | Total  |
| ----------------- | ------------------- | ------ | ------ | ---- | ------ |
| Medalha de ouro   | GBR Max Whitlock    | 6.800  | 8.833  |      | 15.633 |
| Medalha de prata  | BRA Diego Hypólito  | 6.800  | 8.733  |      | 15.533 |
| Medalha de bronze | BRA Arthur Mariano  | 6.700  | 8.733  |      | 15.433 |
| 4                 | JPN Kenzō Shirai    | 7.600  | 7.766  |      | 15.366 |
| 5                 | JPN Kohei Uchimura  | 6.900  | 8.641  | −0.3 | 15.241 |
| 6                 | USA Jacob Dalton    | 6.700  | 8.433  |      | 15.133 |
| 7                 | GBR Kristian Thomas | 6.200  | 8.858  |      | 15.058 |
| 8                 | USA Samuel Mikulak  | 6.600  | 7.833  | −0.1 | 14.333 |